# Mompha laevinella
Mompha laevinella é uma espécie de mariposa do gênero Mompha pertencente à família Coleophoridae.